# Dumbuli
Els dumbuli foren una tribu kurda del Bokhtan que van formar un principat autònom. Els dumbulis eren yazidis i es van acabar establint a l'Azerbaidjan on van rebre en feu Sukmanabad (Sögman-abad) al nord-oest de Khoy (moderna Zurawa). En temps dels aq qoyunlu els dumbuli es van apoderar del castell de Bay al Shamdinan, i d'una part del principat de Hakkari, però no trigaren a perdre aquest darrer. Al segle xvi Tahmasp I de Pèrsia (1524-1576) els va cedir en feu Khoy i Suleiman I (1666-1694) Kotur i Bargiri; més tard van annexionar Abagha, Sulayman-Saray (després Sarai) i Caldiran. Sota domini persa es van fer xiïtes.